# Arla Plast
Arla Plast AB, met hoofdkwartier in Borensberg (Zweden) is een van de grootste producenten van thermoplastische kunststofplaat in Europa. Zij produceren platen uit polycarbonaat (PC), Copolyester (PETG), ABS en polyolefinen (PO). Makroclear is hun merknaam voor massieve polycarbonaat in dikte van 0,75 tot 20 mm.
Arla Plast AB was de eerste producent in Europa die een geco-extrudeerde dunne laag met UV-stabilisator aanbracht op polycarbonaatplaat om de weersbestendigheid voor buitentoepassingen te verbeteren.
Dit materiaal wordt sinds 1989 verkocht onder de naam Makrolife, zowel verwijzend naar de oorsprong van het product (Makrolon polycarbonaat was een van de twee oorspronkelijke grondstoffen in de markt) en de verbetering: levensduurverlenging ("life").
Co-extrusie is sindsdien de methode bij voorkeur om polycarbonaatplaten (en andere thermoplasten) te verbeteren. Alle belangrijke producenten voor plaatmateriaal gebruiken deze techniek nu ook; waar in het verleden ook wel een acrylaatcoating werd gebruikt.
Deze co-extrusietechniek wordt ook gebruikt voor de andere plaatproducten Griphen (PETG), Atech (ABS), en  Makrotech (PC)maar ook voor hun (multiwall) meerwandige polycarbonaatplaat Multiclear.
Makrotech is ook het materiaal dat voor de Rimowa-koffers, de eerste koffers uit polycarbonaat, wordt gebruikt.
In 2002 namen ze de Hostaglas PET-extrusiefabriek in Ierland over, waar ooit de eerste PET-platen werden geëxtrudeerd.
Arla Plast AB is ook een van de stichtende leden van de European Polycarbonate Sheet Extruders (EPSE) organisatie, onder de paraplu van de  European Plastics Converters (EUPC).
In 2005 werd de zusterfirma Arla Plast sro, in Kadan, Tsjechische republiek opgestart voor de productie van meerwandige polycarbonaatkanaalplaten.
Dit polycarbonaatproduct wordt voornamelijk in bouwtoepassingen gebruikt, in vlakke of gebogen vorm.
Er is geen relatie met Arla Foods.